# Sheamus
Pour les articles homonymes, voir Farrelly.
Stephen Farrelly (né le 28 janvier 1978 à Dublin) est un catcheur (lutteur professionnel) et acteur irlandais. Il travaille actuellement à la World Wrestling Entertainment, dans la division Raw, sous le nom de Sheamus.
Luttant régulièrement depuis 2004 en Irlande, notamment  à l'Irish Whip Wrestling où il a été le premier champion poids-lourds international, en Grande-Bretagne, ainsi que dans d'autres fédérations, il rejoint la WWE en 2007.
Après un passage à la Florida Championship Wrestling (FCW) où il remporte le championnat poids-lourds de Floride de la FCW, il commence à apparaître dans les émissions principales de la WWE à l'été 2009. Très rapidement, il devient entre 2009 et 2010 double champion de la WWE et vainqueur de l'édition 2010 du tournoi King of the Ring. Il est ensuite champion des États-Unis de la WWE en 2011. En 2012, il remporte le Royal Rumble qui lui permet de devenir challenger pour le championnat du monde poids-lourds de la WWE à WrestleMania XXVIII, qu'il remporte. En 2014, il devient une deuxième fois champion des États-Unis de la WWE. En 2015, il remporte la mallette Money in the Bank lui donnant droit à un match pour le championnat du monde poids-lourds de la WWE à n'importe quel moment et l'utilise avec succès la même année pour remporter ce titre. De 2016 à 2019, il forme une alliance avec Cesaro, avec qui il remporte quatre fois les titres par équipe de Raw et une fois les titres par équipe de SmackDown.

## Carrière

### Débuts (2002-2007)

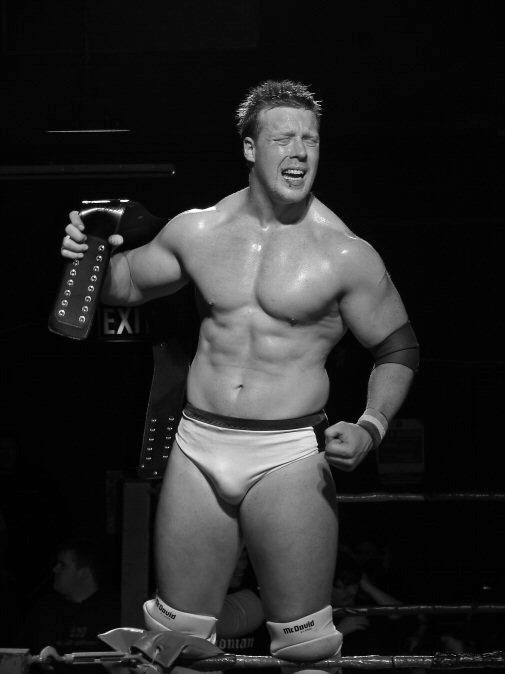
Sheamus en 2005.

Farrelly a commencé sa carrière en 2002, en s'entraînant à la Monster Factory, une école de catch dirigé par Larry Sharpe dans le New Jersey. Six semaines après le début de son entrainement, il dispute ses premiers matchs sous le nom de Sheamus O'Shaunessy mais une blessure à la nuque le contraint à mettre sa carrière entre parenthèses.
En mai 2004, il retourne sur le ring en Irlande à l'Irish Whip Wrestling (IWW). Le 23 mars 2005, il participe au tournoi pour désigner le premier champion poids-lourds international de l'IWW qu'il remporte en éliminant successivement Red Vinny, Vid Vain et Darren Burridge. Il perd ce titre le 29 mai face à D-Lo Brown et le récupère le 2 octobre au cours d'un spectacle de la Main Event Wrestling en Angleterre,. Il perd ce titre le 27 août 2006 face à Drew Galloway. Durant toute cette période, il lutte aussi régulièrement en Angleterre notamment à l'All Star Wrestling.

### World Wrestling Entertainment (2007-…)

#### Florida Championship Wrestling (2007-2009)

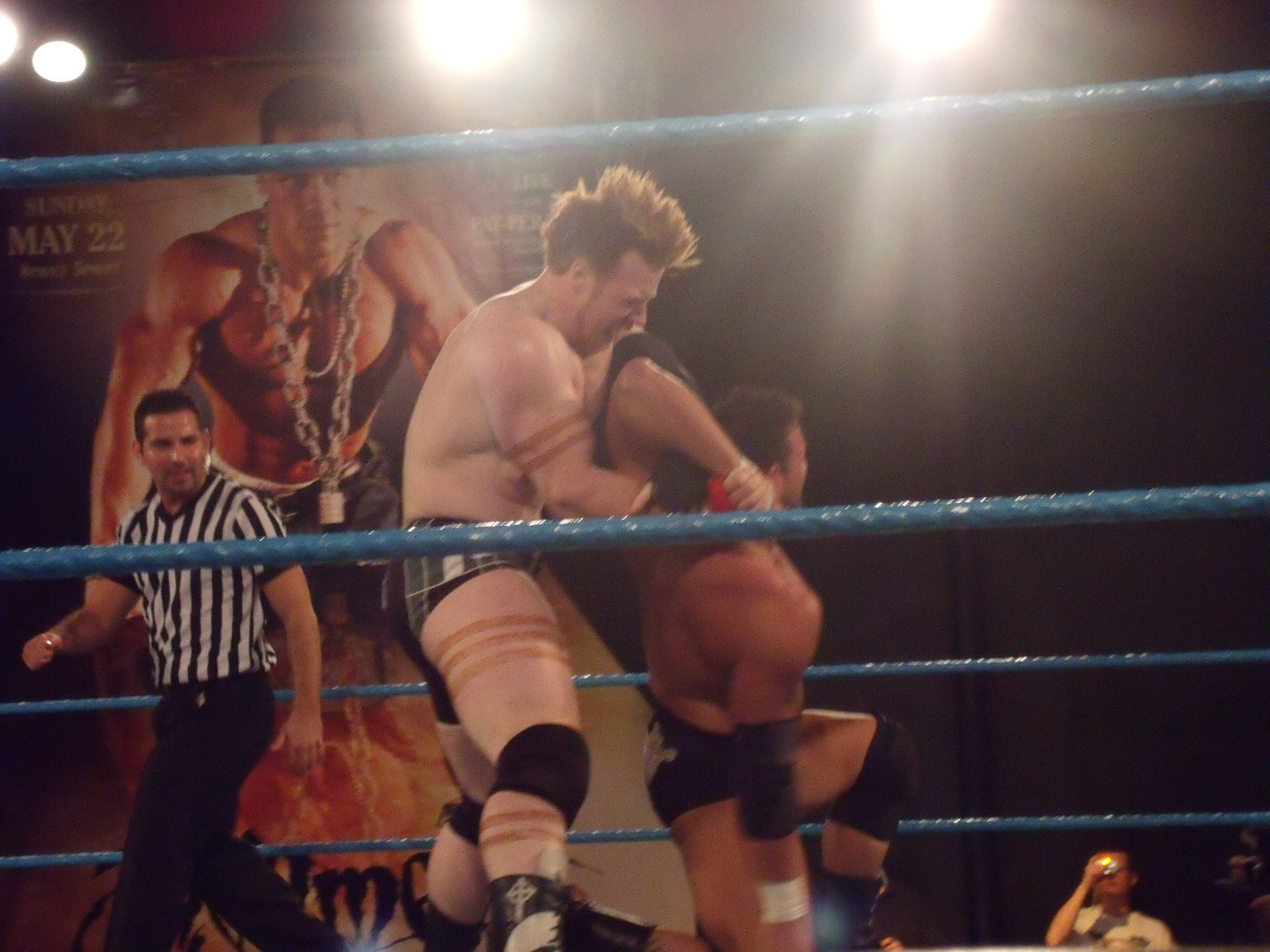
Sheamus à la FCW.

Farrelly apparaît pour la première fois dans une émission de la World Wrestling Entertainment (WWE) le 23 avril 2007 à Manchester, il incarne alors un agent de sécurité au cours d'un segment télévisé. La WWE lui propose de passer des essais et l'engage en septembre. Il rejoint la Florida Championship Wrestling (FCW), le club-école de la WWE et garde le nom de ring de Sheamus O'Shaunessy. Il y fait son premier combat le 2 octobre, où il bat Bryan Kelly.
Le 18 septembre 2008, il bat Jack Swagger et devient champion poids-lourds de Floride de la FCW.
Le 4 janvier 2009, O' Shaunessy perd son titre au profit d'Escobar dans un Fatal four-way match comprenant aussi Drew McIntyre et Joe Hennig.

#### Débuts dans les émissions principales et double champion de la WWE (2009-2010)

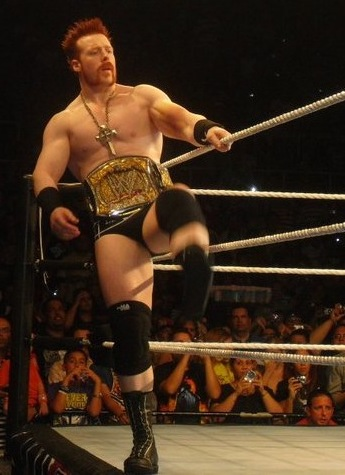
Sheamus en tant que champion de la WWE en 2010.

Entre mai et juin 2009, O’Shaunessy dispute plusieurs dark matchs, des matchs non diffusés avant l'enregistrement des émissions de catch de la WWE. Le 30 juin au cours de l'enregistrement d'ECW, il dispute son premier match télévisé sous le nom de Sheamus, où il bat rapidement Oliver John, un jobber engagé pour la soirée.
Le 26 octobre, il rejoint Raw. Le 22 novembre au cours des Survivor Series, il fait partie de l'équipe du Miz (Drew McIntyre, Dolph Ziggler et Jack Swagger) opposé à l'équipe de John Morrison (Matt Hardy, Evan Bourne, Shelton Benjamin et Fit Finlay) ; Sheamus élimine Finlay et John Morisson et remporte le match avec McIntyre et le Miz comme membres non éliminés. Le 7 décembre, Mark Cuban (le propriétaire des Mavericks de Dallas), qui est l'invité spécial de la soirée, organise une confrontation entre John Cena et Sheamus et cela se conclut par une deuxième agression de l'Irlandais sur son rival, puis sur Cuban qu'il fait passer à travers une table avant que certains de ses joueurs n'arrivent. Six jours plus tard au cours de TLC, Cena tente de remporter le Tables match en effectuant une SuperPlex mais perd l'équilibre et brise une table donnant ainsi la victoire à Sheamus qui devient le premier Irlandais à remporter un championnat majeur à la WWE,. Au lendemain de sa victoire, il reçoit le Slammy Award de la révélation de l'année et son agression sur Mark Cuban se retrouve nommé pour le moment le plus choquant de l'année.
Le 31 janvier 2010 au Royal Rumble, il conserve son titre en battant Randy Orton par disqualification après une intervention de Cody Rhodes.
Le 21 février lors d'Elimination Chamber, Sheamus perd son titre dans un Elimination Chamber match comprenant Randy Orton, Ted DiBiase, John Cena, Triple H et Kofi Kingston où Sheamus élimine Kingston avant de se faire sortir par Triple H ; la victoire allant à Cena.
En découle un match à WrestleMania XXVI le 28 mars où Triple H sort vainqueur. Un deuxième combat a lieu entre les deux hommes à Extreme Rules le 25 avril où le guerrier celte remporte le match et blesse au bras son rival lors de leur Street Fight Match.
Lors d'Over the Limit, Sheamus intervient après le main-event, remporté par John Cena sur Batista, et assène son Brogue Kick au premier.
Le 20 juin, à WWE 4-Way Finale, Sheamus remporte son deuxième titre de champion de la WWE face à John Cena dans un match qui incluait aussi Edge et Randy Orton, grâce à l'aide de la Nexus, puis le conserve lors de Money in the Bank face à Cena, à nouveau grâce à une intervention de la Nexus.
Le 19 septembre à Night of Champions, Sheamus perd son titre au profit de Randy Orton lors d'un Six Pack Elimination Match. Ce match incluait aussi John Cena, Edge, Chris Jericho et Wade Barrett, leader de la Nexus.
Le 3 octobre, à Hell In a Cell, Sheamus tente de récupérer le titre dans un Hell In a Cell Match, mais Orton le conserve.

#### King Sheamus et Champion des États-Unis (2010-2011)

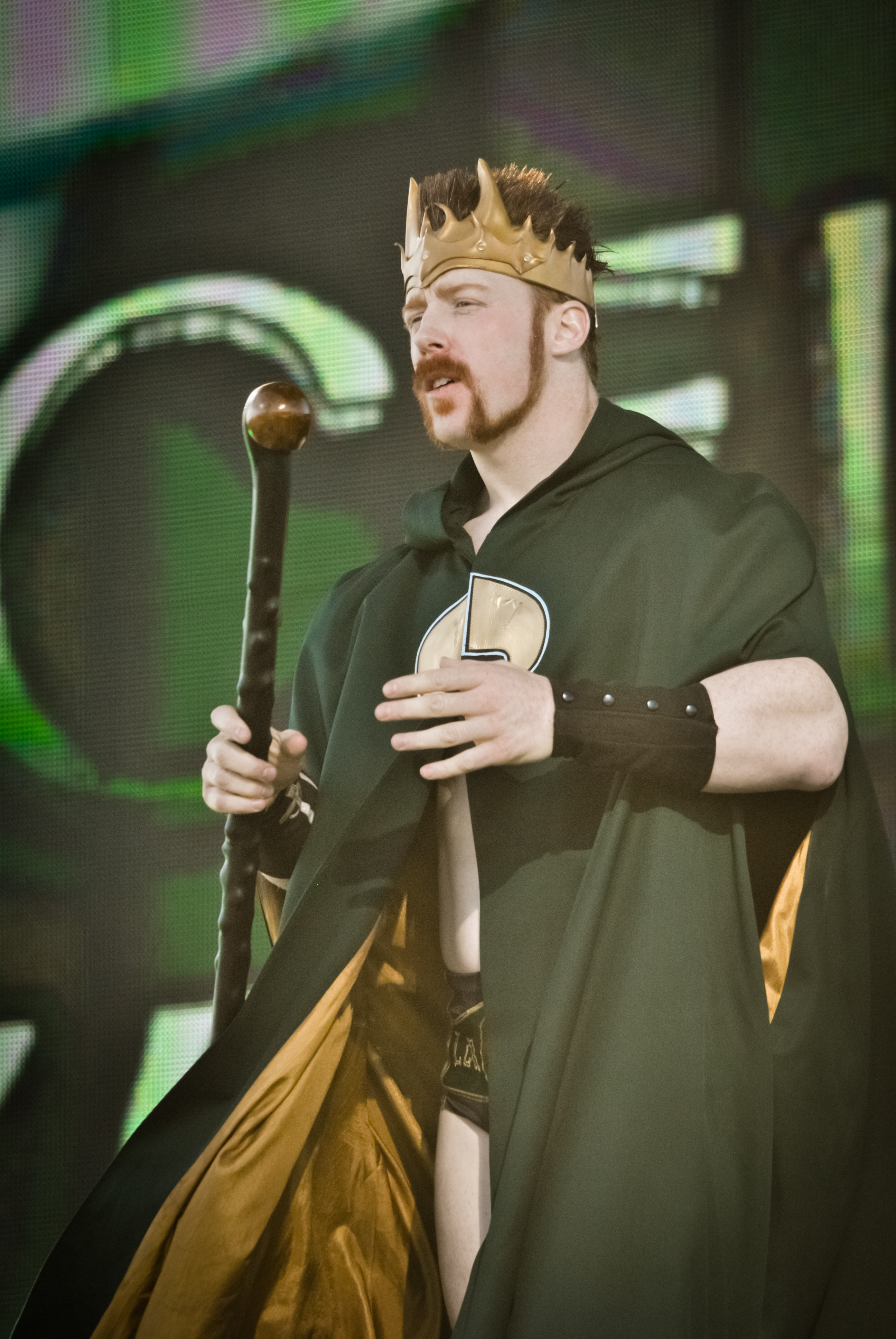
King Sheamus lors du Tribute to the Troops en décembre 2010.

Lors du Raw du 11 octobre il bat Daniel Bryan pour se qualifier dans l'équipe de Raw, perdante à Bragging Rights, dont il est éliminé par décompte à l'extérieur. Il entame par la suite une rivalité contre John Morrison, face auquel il s'incline lors du Survivor Series. Les deux lutteurs se retrouvent ensuite lors de la finale du tournoi King of the Ring, d'où il sort vainqueur devenant ainsi le King of the Ring. La rivalité entre les deux hommes se poursuit, aboutissant à un Ladder Match lors de TLC pour déterminer le prochain challenger n°1 au WWE Championship, match qu'il perdit.
Le 30 janvier 2011, il participe au Royal Rumble Match lors du Royal Rumble, en entrant 28e avant de se faire éliminer par Randy Orton.
Il participe ensuite à l'Elimination Chamber, où il perd contre John Cena, dans un match comprenant aussi John Morrison, Randy Orton, CM Punk et R-Truth pour devenir challenger au WWE Championship détenu par The Miz.
Le 14 mars, il remporte un Career vs Title match contre Bryan et le WWE United States Championship, sauvant ainsi sa carrière. Lors de WrestleMania XXVII, les deux hommes s'affrontent dans un Lumberjack Match qui se termine en no contest à cause de l'invasion des bûcherons. Par la suite, il ne remporte pas la Battle Royal qui avait été organisée par Theodore Long.
Sheamus est ensuite transféré à SmackDown, lors du draft annuel de la WWE. Il perdra le titre des États-Unis face à Kofi Kingston à Extreme Rules, dans un Tables match. Dès lors, il se concentre sur le championnat du monde poids lourds, détenu par Randy Orton. Il participe également au Money in the Bank Ladder match de SmackDown lors de Money in the Bank, mais ne décroche pas la mallette, gagnée par Daniel Bryan.
Peu après, il commence à être apprécié par la foule, notamment lors de sa rivalité avec Mark Henry, qui aboutit à un match à SummerSlam, qu'il perd par décompte à l'extérieur. Sheamus devient alors face. Il entre ensuite en rivalité avec Christian, qu'il bat à Hell in a Cell, puis une nouvelle fois à Vengeance.
Aux Survivor Series, il fait partie de l'équipe de Randy Orton, qui perd face à celle de Wade Barrett dans un match par équipes à 5 contre 5 à élimination. En fin d'année, à TLC, il bat Jack Swagger.

#### Vainqueur duRoyal Rumble, Champion du monde poids-lourds et blessure (2012-2013)

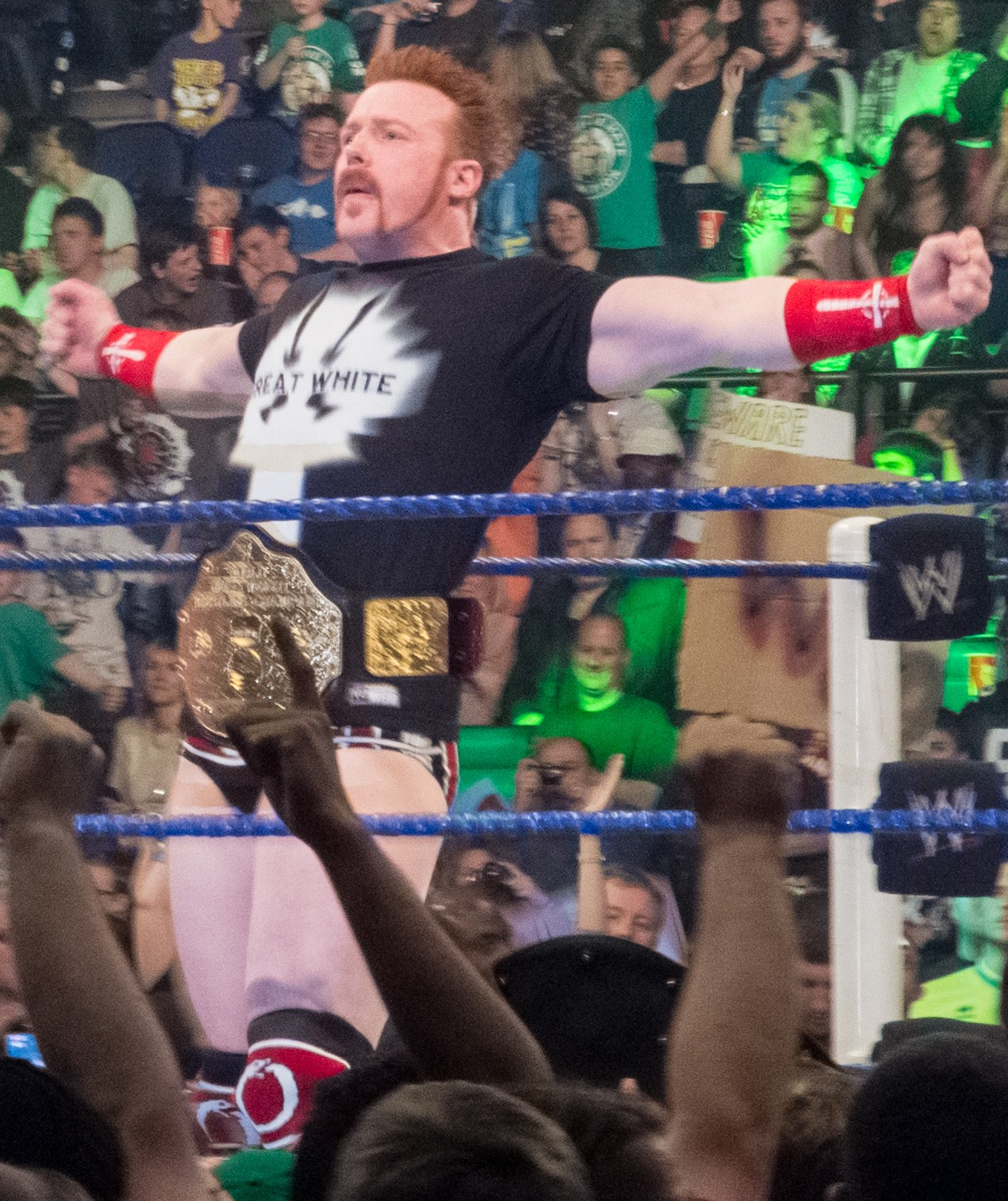
Sheamus en tant que champion du monde poids-lourds de la WWE en 2012.

Le 29 janvier 2012 au Royal Rumble, il entre dans le Royal Rumble masculin en 22e position, et le remporte en éliminant Kofi Kingston, Jack Swagger (avec l'aide de Big Show) et Chris Jericho en dernière position.
Le 1er avril à WrestleMania XXVIII, il devient le nouveau champion du monde poids-lourds en battant Daniel Bryan en 18 secondes et remporte le titre pour la première fois de sa carrière. Le 29 avril à Extreme Rules, il conserve son titre en battant son même adversaire dans un 2 Out of 3 Falls Match. Le 20 mai à Over the Limit, il conserve son titre en battant Alberto Del Rio, Chris Jericho et Randy Orton dans un Fatal 4-Way Match. Le 17 juin à No Way Out, il conserve son titre en battant Dolph Ziggler.
Le 15 juillet à Money in the Bank, il conserve son titre en battant Alberto Del Rio. Le 19 août à SummerSlam, il conserve son titre en rebattant son même adversaire. Le 16 septembre à Night of Champions, il conserve son titre en rebattant, pour la troisième fois, le Mexicain.
Le 28 octobre à Hell in a Cell, il ne conserve pas sa ceinture, battu par Big Show, ce qui met fin à un règne de 211 jours. Le 18 novembre aux Survivor Series, il bat le géant par disqualification, mais ne remporte pas le titre. Le 16 décembre à TLC, il ne remporte pas sa ceinture, rebattu par son même adversaire dans un Chairs Match.
Le 27 janvier 2013 au Royal Rumble, il entre dans le Royal Rumble masculin en 11e position, élimine Titus O'Neil, David Otunga, Brodus Clay (avec l'aide de Chris Jericho, Cody Rhodes, Darren Young et Heath Slater), Jinder Mahal et Dolph Ziggler, avant d'être lui-même éliminé par Ryback. Le 17 février à Elimination Chamber, John Cena, Ryback et lui perdent face au Shield dans un 6-Man Tag Team Match.
Le 7 avril à WrestleMania 29, Big Show, Randy Orton et lui perdent face au même trio dans la même stipulation. Le 19 mai à Extreme Rules, il bat Mark Henry dans un Strap Match. Le 16 juin lors du pré-show à Payback, il bat Damien Sandow.
Le 14 juillet à Money in the Bank, il ne remporte pas la mallette, gagnée par Randy Orton. Le lendemain à Raw, il annonce souffrir d'une inflammation de la cuisse gauche, survenue la veille, et va devoir s'absenter pendant 6 mois et demi.

#### Retour de blessure, Double champion des États-Unis et nouvelle blessure (2014-2015)

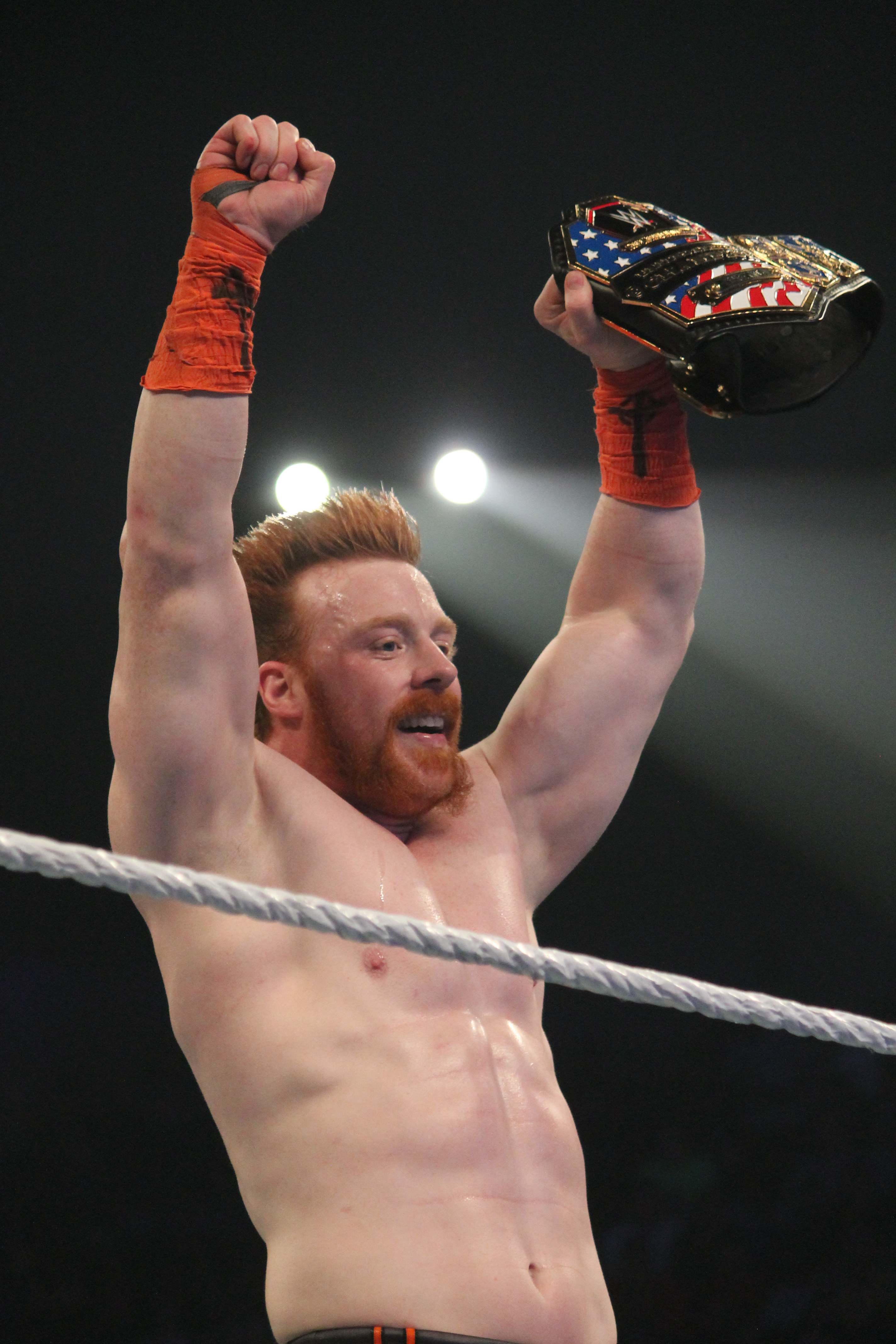
Sheamus en tant que champion des États-Unis de la WWE en septembre 2014.

Le 26 janvier 2014 au Royal Rumble, il fait son retour de blessure après 6 mois et demi d'absence, entre dans le Men's Royal Rumble match en 17e position, mais se fait éliminer par Roman Reigns en avant-dernier. Le 23 février à Elimination Chamber, il ne remporte pas le titre mondial poids-lourds de la WWE, battu par Randy Orton dans un Men's Elimination Chamber match qui inclut également Christian, Cesaro, Daniel Bryan et John Cena.
Le 6 avril à WrestleMania XXX, il ne remporte pas le trophée en la mémoire d'André the Giant, gagné par Cesaro. Le 5 mai à Raw, il redevient champion des États-Unis, pour la seconde fois, en gagnant une Battle Royal. Le 1er juin à Payback, il conserve son titre en battant Cesaro. Le 29 juin à Money in the Bank, il ne remporte pas le titre mondial poids-lourds de la WWE, battu par John Cena dans un Ladder match qui inclut également Alberto Del Rio, Bray Wyatt, Cesaro, Kane, Randy Orton et Roman Reigns.
Le 20 juillet à Battleground, il ne remporte pas le titre Intercontinental de la WWE, battu par The Miz dans une Battle Royal. Le 21 septembre à Night of Champions, il conserve son titre en rebattant le Suisse.
Le 26 octobre à Hell in a Cell, il conserve son titre en battant le Miz. Le 3 novembre à Raw, il ne conserve pas sa ceinture, battu par Rusev, ce qui met fin à un règne de 182 jours. Le 17 novembre, il souffre d'une neurapraxie cervicale gauche (dard dans le bras), d'une épine osseuse, d'un rétrécissement du canal rachidien (sténose rachidienne), d'un rétrécissement des canaux nerveux (neurofaraminaux), ainsi que d'une compression nerveuse dans le cou et va devoir s'absenter pendant 4 mois et demi.

#### Retour, Mr. Money in the Bank et Triple Champion de la WWE (2015)

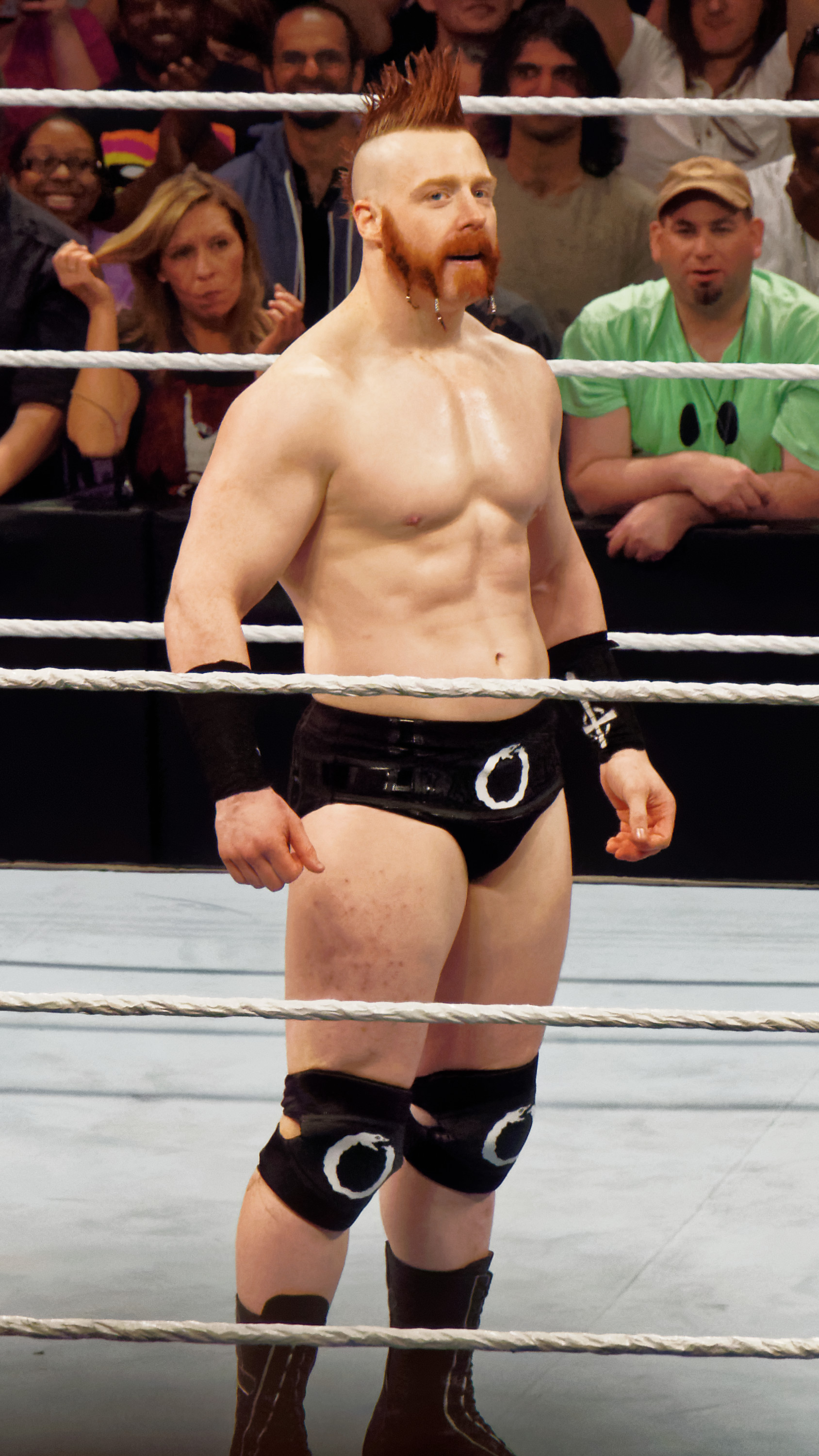
Sheamus, le soir de son retour.

Le 30 mars 2015 à Raw, il fait son retour de blessure après 4 mois et demi d'absence avec un nouveau look, et effectue un Heel Turn en attaquant Daniel Bryan avec un Brogue Kick, après la conservation du titre Intercontinental de ce dernier face à Dolph Ziggler.
Le 26 avril à Extreme Rules, il perd face au ShowOff dans un Kiss Me Arse match. Mais après le combat, il refuse d'embrasser les fesses de son adversaire et  lui porte un Low-Blow. Le 17 mai à Payback, il prend sa revanche sur son rival. Le 31 mai à Elimination Chamber, il ne remporte pas le titre Intercontinental, battu par Ryback dans un Elimination Chamber match qui inclut également Dolph Ziggler, King Barrett, Mark Henry et R-Truth. Le 14 juin à Money in the Bank, il remporte la mallette, battant ainsi Dolph Ziggler, Kane, Kofi Kingston, Randy Orton et Roman Reigns.
Le 19 juillet à Battleground, il perd face à Randy Orton. Le 23 août à SummerSlam, il prend sa revanche sur son adversaire. Le 20 septembre à Night of Champions, après la conservation du titre poids-lourds de la WWE de Seth Rollins face à Sting, il tente d'utiliser sa mallette sur le premier, mais Kane intervient et attaque les deux catcheurs.
Le 22 novembre aux Survivor Series, le New Day, King Barrett et lui perdent face aux Usos, les Lucha Dragons et Ryback dans un Men's 5-on-5 Traditional Survivor Series Elimination Tag Team match. À la fin de la soirée, après la victoire de Roman Reigns sur Dean Ambrose pour le titre mondial poids-lourds de la WWE, il attaque le Samoan avec un Brogue Kick, utilise sa mallette et redevient champion du monde poids-lourds de la WWE, pour la troisième fois, en le battant. Le 13 décembre à TLC, il conserve son titre en rebattant son même adversaire dans un TLC match, aidé par ses partenaires de League of Nations. Après le combat, frustré par sa défaite, le Samoan tabasse le trio avec une chaise, tout comme Triple H, qui essayait vainement de le calmer. Le lendemain à Raw, il ne conserve pas sa ceinture, battu par son même opposant dans un Title vs. Career Match, ce qui met fin à un règne de 21 jours.

#### Quadruple champion par équipes deRawet champion par équipes deSmackDownavec Cesaro et blessure (2016-2019)

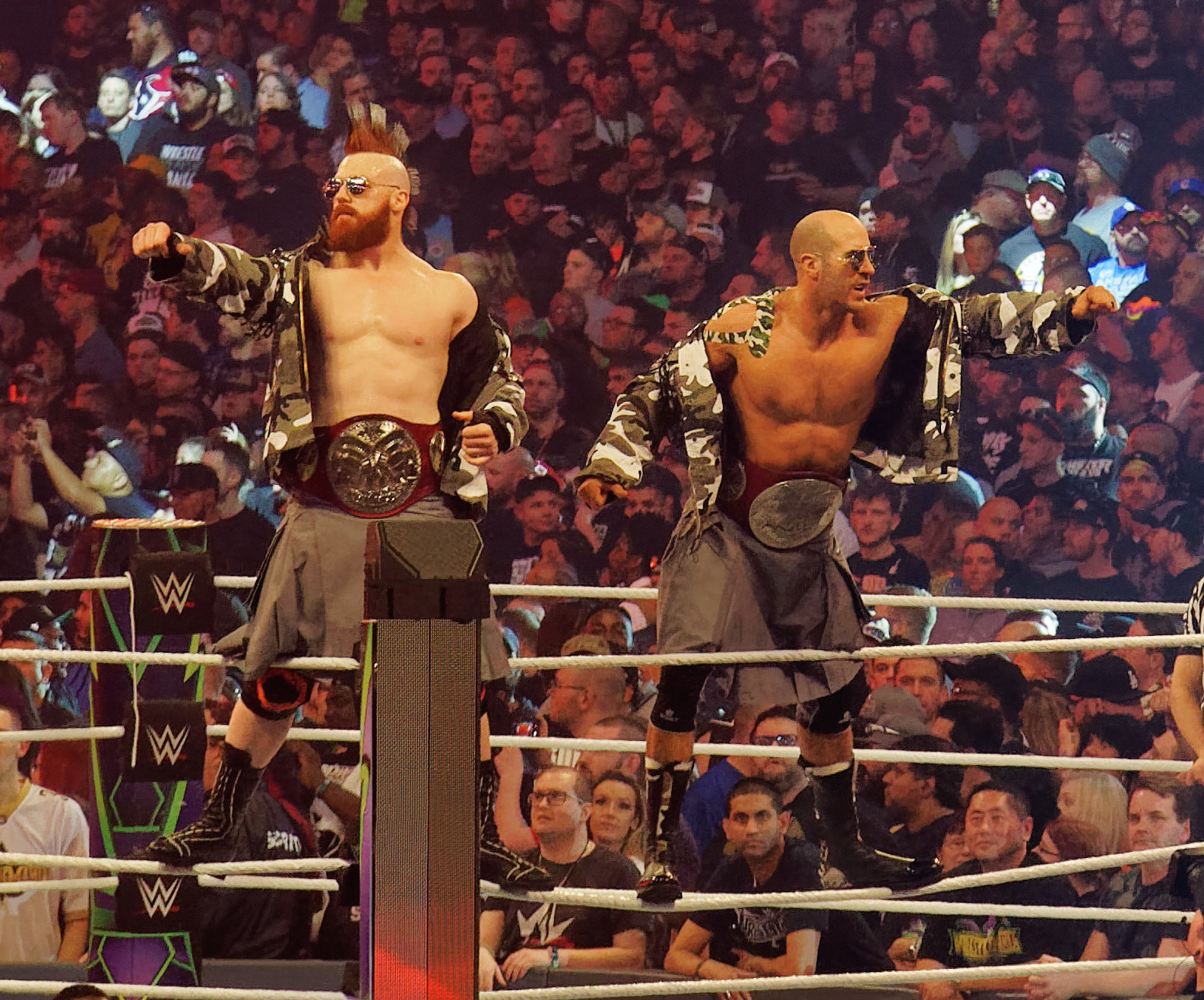
Sheamus et Cesaro en 2018.

Le 24 janvier 2016 au Royal Rumble, il entre dans le Men's Royal Rumble match en avant-dernière position, élimine Bray Wyatt (avec l'aide de Triple H) avant d'être lui-même éliminé par Roman Reigns après 9 minutes de match.
Le 3 avril à WrestleMania 32, The League of Nations (Alberto Del Rio, Rusev et lui) bat le New Day dans un 6-Man Tag Team match. Le 19 juin à Money in the Bank, il perd face à Apollo Crews.
Le 21 août lors du pré-show à SummerSlam, il bat Cesaro lors du premier Best of Seven Series match. Le 25 septembre à Clash of Champions, après avoir mené 3-0 et s'être fait rejoindre à 3-3, son dernier Best of Seven Series match face au catcheur suisse se termine en match nul sur décision de l'arbitre. Le lendemain à Raw, Mick Foley leur apprend que Cesaro et lui vont devoir travailler ensemble afin de chercher les titres par équipes de Raw. Les deux catcheurs battent ensuite des catcheurs locaux.
Le 30 octobre à Hell in a Cell, ils battent le New Day par disqualification, mais ne remportent pas les titres par équipes de Raw. Le 20 novembre aux Survivor Series, l'équipe Raw, dont ils font partie, bat celle de SmackDown dans un Men's 10-on-10 Traditional Survivor Series Elimination Tag Team match. Le 21 novembre à Raw, il effectue un Face Turn, mais Cesaro et lui ne remportent pas les titres par équipes de Raw, battus par le New Day. Le 18 décembre à Roadblock: End of the Line, ils deviennent les nouveaux champions par équipes de Raw en prenant leur revanche sur leurs mêmes adversaires. Il s'agit de leur premier règne en duo.
Le 29 janvier 2017 lors du pré-show au Royal Rumble, ils ne conservent pas leurs ceintures, battus par les Good Brothers. Plus tard dans la soirée, ils entrent dans le Men's Royal Rumble match masculin en 16e et 19e positions, élimine le trio du New Day avant d'être eux-mêmes éliminés par Chris Jericho après 12 et 6 minutes de match.
Le 2 avril à WrestleMania 33, ils ne remportent pas les titres par équipes de Raw, battus par les Hardy Boyz dans un Fatal 4-Way Tag Team Ladder match qui inclut également les Good Brothers, Big Cass et Enzo Amore. Le 30 avril à Payback, ils ne remportent pas les ceintures, rebattus par leurs mêmes adversaires. Après le combat, ils effectuent un Heel Turn et les attaquent. Le 4 juin à Extreme Rules, ils redeviennent champions par équipes de Raw en prenant leur revanche sur leurs mêmes opposants dans un Steel Cage match.
Le 9 juillet à Great Balls of Fire, ils conservent leurs titres en rebattant leurs mêmes adversaires dans un 30-Minute Iron Man match (4-3). Le 20 août à SummerSlam, ils ne conservent pas leurs ceintures, battus par Dean Ambrose et Seth Rollins<. Le 24 septembre à No Mercy, ils ne remportent pas les ceintures, rebattus par leurs mêmes adversaires. 2 jours plus tard, il est révélé que pendant le combat, son coéquipier s'est blessé les incisives, car deux de ses dents se sont enfoncées dans ses gencives de 3-4 mm, lorsqu'il s'est cogné contre un des poteaux du ring.
Le 22 octobre à TLC, The Miz, Braun Strowman, Kane et eux perdent face à Dean Ambrose, Seth Rollins et Kurt Angle dans un 5-on-3 Handicap TLC match. Le 6 novembre à Raw, ils redeviennent champions par équipes de Raw, pour la troisième fois, en prenant leur revanche sur Dean Ambrose et Seth Rollins, aidés par une distraction du New Day. Le 19 novembre aux Survivor Series, ils perdent face aux champions par équipes de SmackDown, les Usos, dans un Champions vs. Champions Tag Team match. Le 25 décembre à Raw, ils ne conservent pas leurs ceintures, battus par Jason Jordan et Seth Rollins.
Le 28 janvier 2018 au Royal Rumble, il entre dans le Men's Royal Rumble match en 11e position, mais se fait éliminer par Heath Slater en une seconde. Juste après, Cesaro et lui redeviennent champions par équipes de Raw, pour la quatrième fois, en prenant leur revanche sur leurs mêmes adversaires. Le 25 février à Elimination Chamber, ils conservent leurs titres en battant The Titus WorldWide (Apollo Crews et Titus O'Neil).
Le 8 avril à WrestleMania 34, ils ne conservent pas leurs ceintures, battus par Braun Strowman et Nicholas. Le 17 avril à SmackDown Live, lors du Superstar Shake-Up, ils sont annoncés être officiellement transférés au show bleu. Le 27 avril au Greatest Royal Rumble, ils ne remportent pas les titres par équipes de Raw, battus par Bray Wyatt et Woken Matt Hardy.
Le 6 octobre à Super Show-Down, ils ne remportent pas les titres par équipes de SmackDown, battus par le New Day. 10 soirs plus tard lors du 1000e épisode de SmackDown Live, avec l'aide de Big Show, ils deviennent les nouveaux champions par équipes de SmackDown en prenant leur revanche sur leurs mêmes adversaires et remportent les titres pour la première fois de leurs carrières. Le 2 novembre à Crown Jewel, ils conservent leurs titres en battant leurs même adversaires. Le 18 novembre aux Survivor Series, ils perdent face aux champions par équipes de Raw, les AOP, dans un Champions vs. Champions Tag Team match.
Le 27 janvier 2019 au Royal Rumble, ils ne conservent pas leurs ceintures, battus par le Miz et Shane McMahon.
Le 7 avril à WrestleMania 35, ils ne remportent pas les ceintures, battus par les Usos dans un Fatal 4-Way Tag Team match qui inclut également Aleister Black, Ricochet, Rusev et Shinsuke Nakamura. Le 18 avril, il souffre d'une commotion cérébrale et doit s'absenter pendant des mois, ce qui met fin à son duo avec le catcheur suisse.

#### Retour àSmackDown, Draft àRawet triple champion des États-Unis (2020-2021)
Le 3 janvier 2020 à SmackDown, il fait son retour  après 9 mois d'absence et porte son Brogue Kick sur Shorty G qui se faisait attaquer par Scott Dawson et Dash Wilder après avoir battu ce dernier. Le 26 janvier lors du pré-show au Royal Rumble, il bat Shorty G.
Le 14 juin à Backlash, il bat Jeff Hardy. 
Le 30 août à Payback, il perd face à Big E. 
Le 12 octobre à Raw, lors du Draft, il est annoncé être officiellement transféré au show rouge par Stephanie McMahon. Le 22 novembre aux Survivor Series, l'équipe Raw, dont il fait partie, bat celle de SmackDown dans un Men's 5-on-5 Traditional Survivor Series Elimination Tag Team match.
Le 31 janvier 2021 au Royal Rumble, il entre dans le Men's Royal Rumble match en 27e position, mais se fait éliminer par Braun Strowman après 6 minutes de match. Le 21 février à Elimination Chamber, il ne remporte pas le titre de la WWE, battu par Drew McIntyre dans un Men's Elimination Chamber match (éliminé par AJ Styles). Le 21 mars à Fastlane, il perd face au catcheur écossais dans un No Holds Barred Match.
Le 11 avril à WrestleMania 37, il redevient champion des États-Unis, pour la troisième fois, en battant Riddle. Le 16 mai lors du pré-show à WrestleMania Backlash, il bat Ricochet dans un match sans enjeu. Le 1er juin, il souffre d'une fracture du nez et doit s'absenter pendant un mois.
Le 12 juillet à Raw, il fait son retour de blessure et conserve son titre en battant Humberto Carrillo. Le 21 août à SummerSlam, il ne conserve pas sa ceinture, battu par Damian Priest. Le 26 septembre à Extreme Rules, il ne remporte pas la ceinture, rebattu par son même adversaire dans un Triple Threat match qui inclut également Jeff Hardy.

#### Retour àSmackDown, Brawling Brutes et blessure (2021-2023)

The Brawling Brutes en septembre 2022, avec de gauche à droite : Ridge Holland, Sheamus et Butch.

Le 4 octobre à Raw, lors du Draft, il est annoncé être officiellement transféré au show bleu par Sonya Deville. Le 19 novembre à SmackDown, il bat Cesaro, Ricochet et Jinder Mahal dans un Fatal 4-Way match, aidé par Ridge Holland avec qui il forme une alliance. 2 soirs plus tard aux Survivor Series, l'équipe SmackDown, dont il fait partie, perd face à celle de Raw dans un Men's 5-on-5 Traditional Survivor Series Elimination Tag Team match.
Le 1er janvier 2022 lors du pré-show à Day 1, Ridge Holland et lui battent Ricochet et Cesaro. Pendant le combat, son partenaire se blesse le nez. 28 soirs plus tard au Royal Rumble, il entre dans le Men's Royal Rumble match en 17e position, mais se fait éliminer par Bad Bunny après 18 minutes de match. Le 11 mars à SmackDown, Butch fait ses débuts dans le show bleu, se joint au duo et les trois catcheurs forment désormais un trio appelé  Brawling Brutes. Ridge Holland et lui battent ensuite le New Day.
Le 3 avril à WrestleMania 38, ils rebattent le New Day (Kofi Kingston et Xavier Woods).
Le 2 juillet à Money in the Bank, il ne remporte pas la mallette, gagnée par Theory. Le 3 septembre à Clash at the Castle, ses deux partenaires et lui effectuent un Face Turn, mais il ne remporte pas le titre Intercontinental, battu par Gunther. 
Le 8 octobre à Extreme Rules, les trois catcheurs battent Imperium dans un Good Old Fashioned Donnybrook 6-Man Tag Team match. Le 26 novembre aux Survivor Series: WarGames, Drew McIntyre, Kevin Owens et eux perdent face à la Bloodline dans le tout premier Men's WarGames match.
Le 28 janvier 2023 au Royal Rumble, il entre dans le Men's Royal Rumble match en seconde position, élimine le Miz, Otis et Elias (avec l'aide de Drew McIntyre) avant d'être lui-même éliminé par Gunther après 52 minutes de match.
Le 2 avril à WrestleMania 39, il ne remporte pas le titre Intercontinental, rebattu par le catcheur autrichien dans un Triple Threat match qui inclut également Drew McIntyre.
Le 5 août à SummerSlam, il ne remporte pas la Slim Jim SummerSlam 25-Man Battle Royal, gagnée par LA Knight. Le 18 août à SmackDown, il perd face à Edge pour le dernier match du Canadien à la WWE. Durant le combat, il se blesse à l'épaule et doit s'absenter pour une durée indéterminée, ce qui provoque la dissolution des Brawling Brutes,.

#### Retour àRaw(2024-...)
Le 15 avril 2024 à Raw, il fait son retour de blessure, après 8 mois d'absence, et bat Ivar. 11 soirs plus tard à SmackDown, lors du Draft, il est annoncé être officiellement transféré à Raw par les Dudley Boyz.
Le 30 novembre aux Survivor Series: WarGames, il ne remporte pas le titre Intercontinental, battu par Bron Breakker dans un Triple Threat match qui inclut également Ludwig Kaiser.
Le 1er février 2025 au Royal Rumble, il entre dans le Men's Royal Rumble match en 9e position, mais se fait éliminer par Roman Reigns après 15 minutes de match.

## Palmarès
- Irish Whip Wrestling

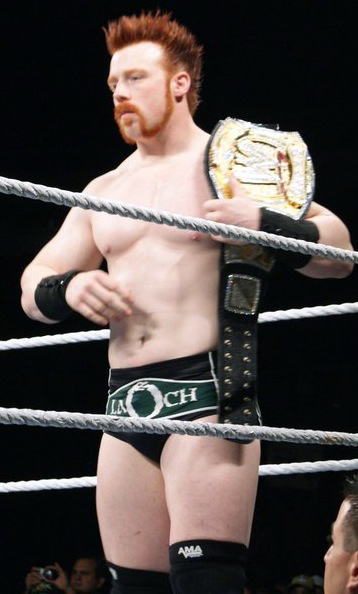
Sheamus avec la ceinture de Champion de la WWE en 2010.

  - 2 fois Champion Poids-lourds International de la IWW – Premier champion et recordman de règnes

- World Wrestling Entertainment
  - 3 fois Champion de la WWE
  - 1 fois Champion du monde poids lourds
  - 3 fois Champion des États-Unis de la WWE
  - 4 fois Champion par équipe de Raw avec Cesaro
  - 1 fois Champion par équipe de SmackDown avec Cesaro
  - Vainqueur du King of the Ring (2010)
  - Vainqueur du Royal Rumble (2012)
  - Mr. Money in the Bank  (2015)
  - Slammy Award Breakout Star of the Year (2009)
  - Slammy Award Superstar/Diva Most in Need of Make-up (2010)
  - Slammy Award Outstanding Achievement in Muppet Resemblance (2011)
  - Slammy Award Feat of Strength of the Year (2012) – En délivrant un White Noise au Big Show

- Florida Championship Wrestling (WWE)
  - 1 fois Champion Poids-lourds de Floride de la FCW

## Récompenses des magazines
- Pro Wrestling Illustrated

| Année | 2008 | 2009 | 2010 | 2011 | 2012 | 2013 | 2014 | 2015 | 2016 | 2017 | 2018 | 2019 | 2020       | 2021 | 2022 | 2023 | 2024 |
| ----- | ---- | ---- | ---- | ---- | ---- | ---- | ---- | ---- | ---- | ---- | ---- | ---- | ---------- | ---- | ---- | ---- | ---- |
| Rang  | 226  | 94   | 10   | 12   | 5    | 6    | 21   | 42   | 17   | 57   | 42   | 85   | Non classé | 56   | 126  | 54   | 172  |

- Wrestling Observer Newsletter
  - Most Improved (2010)

- Wrestling Observer Newsletter

| # | Résultat | Adversaire               | Évènement               | Date             | Durée | Lieu                                          | Notes                                              |
| - | -------- | ------------------------ | ----------------------- | ---------------- | ----- | --------------------------------------------- | -------------------------------------------------- |
| 1 | Défaite  | Gunther                  | WWE Clash at the Castle | 3 septembre 2022 | 19:38 | Principality Stadium, Cardiff, Pays de Galles | Le titre Intercontinental de Gunther était en jeu. |
| 2 | Défaite  | Gunther et Drew McIntyre | WrestleMania 39         | 2 avril 2023     | 16:40 | Inglewood (Californie)                        | Le titre Intercontinental de Gunther était en jeu. |

## Vie privée
- Il est actuellement en couple et marié avec Isabella Revilla[157].

## Filmographie
- 2008 : Ultime Évasion (The Escapist) de Rupert Wyatt : Two Ton[158]
- 2016 : Ninja Turtles 2 de Dave Green : Rocksteady
- 2019 : Une famille sur le ring (Fighting with My Family) de Stephen Merchant : lui-même
- 2020 : Le Catcheur masqué (The Main Event) de Jay Karas : Lui-même